# Українці Лос-Анджелеса
Українці Лос-Анджелеса — особи з українським громадянством або національністю, які мешкають в місті Лос-Анжелес і є частиною української діаспори в США. Для збереження своєї культури, звичаїв та традицій створено спілки, асоціації, виходять засоби масової інформації, працюють українські установи.

## Історія
Українська діаспора м. Лос-Анджелес формувалася поступово і цей процес відбувався протягом майже ста років. З 1920 року перші українці стали переселятися до Каліфорнії зі Сходу США. Вони пересувалися в пошуках кращої роботи та зарплатні. Певний відсоток становили політичні емігранти, серед яких було чимало інтелігенції. Низка українських родин пересилилася з далекого Сходу, після знищення у 1921—1922 роках більшовиками далекосхідних українських державних утворень. До 1945 року тут мешкало близько 300 родин.
Друга хвиля українських переселенців до Лос-Анжелесу відзначилася політичними біженцями під час Другої світової війни та зразу ж після неї — у 1949—1950 роках. Серед них військовополонені та частина українців звільнених із концтаборів Німеччини і Польщі. Вони боялися повертатися до СРСР, щоб не бути засланими до таборів Сибіру.
Третя хвиля припадає на кінець 1980-х і початок 1990-х років — занепад Радянського Союзу та його розпад. Причиною є економічні мотиви, а саме пошук кращих умов життя та отримання більш високої зарплати. Більшість з них залишили територію СРСР, а потім — незалежної України через скрутні економічні умови, оскільки на початку існування Української держави багато втратили роботу, почалася перебудова економіки.
З початку 2000-х років до міста стали прибувати українці, що отримали грін-карту, які стали четвертою хвилею міграції до Лос-Анжелесу. Це були переважно добре освічені, професійні люди, особливо в галузі комп'ютерних технологій, бізнесу, що їхали з бажання реалізувати свої ідеї щодо стартапів.
Під час Євромайдану та Революції Гідності 2013—2014 років українці Лос-Анжелесу брали участь в акціях солідарності, мітингах та демонстраціях на підтримку протестувальників в Україні.

## Сьогодення
Українська громада Лос-Анджелеса налічує 34 тисячі осіб, більшість з яких народилася в США. Середній вік населення українців в Лос-Анджелесі 42 роки, 31,7 % населення знаходиться між 45 і 65 років, і 22,5 % населення старше 65 років. Існує гендерна рівність, приблизно половина населення чоловічої статі і половина жіночої статі.
Не є однорідною. Остання хвиля була сильно зросійщена, значна частина не розмовляє українською мовою. Статистика перепису наводить, що станом на 2010 рік 26,2 % українців в Лос-Анджелесі спілкуються вдома російською і 6,4 % — українською мовою. Тривалий час саме її представники мала тісні та дружні контакти з російською діаспорою. Лише з початком Російської агресії в Криму та на Донбасі у 2014 році між ними відбувся розрив. 2014 року активісти діаспори провели Ралі проти російського вторгнення в Україну

### Відомі діаспоряни
- Ігор Косенко, режисер та оператор в Голлівуді
- Джон Годяк, актор Голлівуду
- Борис Ґрінвальдт, поет, актор
- Яків Ємець, викладач, видавець
- Патриція Килина, поетеса
- Анатоль Юриняк, поет, прозаїк

## Громадські організації
Перша українська організація (Централь) в м. Лос-Анджелес виникла у 1930 році, складався з 50 осіб. Втім процес формування і об'єднання українців був не простий, йшов поступово і з труднощами. Централя у 1960-х роках перетворилася на громадське об'єднання українців Лос-Анжелесу, головою якої є Мирослав Йойтіняк. Спільно діаспора домоглася найменування вулиця Бандери на самій околиці міста.
Український культурний центр (УКЦ) був створений у 1940 році, як не прибуткова культурно-освітня організація, яка об'єднує осіб українського походження. Метою організації є поширення української культури, збереження звичаїв і традицій, освіти та української мови. Культурна місія центру полягає в організації лекцій, концертів, перегляду українських фільмів, виставок та інших культурно-мистецьких заходів. Український культурний центр щорічно бере участь в організації громадських урочистостей, координує пам'ятні спогади про голодомор, геноцид. В рамках своєї діяльності культурний центр підтримує роботу рідної школи, танцювального гурту «Червона калина», української художньої школи, Каліфорнійської асоціації допомоги Україні, національному хору «Кобзар». УКЦ видає щоквартально інформаційний бюлетень «Вісті», щоб українська громада могла знати інформацію про організацію заходів.
На початку 1946 року українська громада стала зібрала 2 тисячі доларів для будови Українського Народного дому, яке закладено у липні 1949 року (відкриття сталося 2 липня 1950 року). Перший раз зорганізовано український хор на чолі із С. Гродом, куплено прапори — український і американський. Значну роль в цьому відіграли один з організаторів українського життя в Лос-Анджелесі Микола Новак і відомий винахідник Роман-Петро Ґонсет, родина якого зробила найбільшу пожертву на будову Народного дому. На 2017 рік український церковний хор продовжує існувати, його очолює Дебора Касперська.
Сьогодні в Лос-Анжелесі розташована Каліфорнійська асоціація допомоги Україні, що організує збір медикаментів для передачі нужденним в Україні. Також організовує запрошення та допомагає з проходженням стажування українським лікарям Лос-Анжелесі.
В Лос-Анжелесі розташована філія Українського Конгресового комітету Америки.
Створено в мережі інтернет FACEBOOK-спільноту «Українці в Лос-Анджелесі». завдяки чому відбувається спілкування у серед українських діаспорян.
Усі громадські організації взаємодіють з Генеральним консульством України. У 2015 році представниками української діаспори надано допомогу Національній збірній команди Спеціальної Олімпіади України під час проведення Всесвітніх Літніх Ігор Спеціальної Олімпіади в Лос-Анжелесі (з 21 липня по 3 серпня).

## Релігійні організації
8 вересня 1946 року 17 осіб ініціативної групи зложили перші 265.50 доларів для організації української церкви. Першими фундаторками цієї справи стали Олена Мельник та Анна Музуркевич. Приїхав священник Петро Маєвський з Вінніпеґу (Канада) до м. Лос-Анджелес в листопаді 1946 року. Було скликано Загальні Збори парафіян, на яких було оформлено заснування парафії під назвою — Українська православна парафія св. Володимира в м. Лос-Анджелесі. 6 грудня 1948 року українська парафія Лос-Анджелесу одержала документ Чартер, затверджений Урядом штату Каліфорнія, на підставі якого могла ставати власником майна й мати інші юридичні права й обов'язки. 1954 року розпочалася підготовка до зведення церкви, яку освячено у 1962 році.
1951 року було засновано парафію Святого апостола Андрія Первозваного, що належить Українській Православній церкві в США. Водночас утворюється греко-католицька парафія Різдва Божої Матері.

## Заходи
10 березня в Українському культурному осередку у м. Лос-Анджелесі штату Каліфорнія відбувся традиційний Шевченківський вечір та концерт, що бере свою традицію від 1947 року.
До 1991 року щорічно, починаючи з 1951 року кожного 11 лютого урочисто організовували та проводили концерти на честь Свята Державності. З 1991 року стали святкувати День Незалежності України.
У квітні в Українському культурному центрі Лос-Анджелеса проходить щорічний фестиваль «Писанка». В рамках фестивалю відбувається ярмарок українських сувенірів, картин, хенд-мейд продукції, зробленої руками місцевих майстрів з української діаспори і привезених з України.
З 2014 року щорічно проходить Великий Український пікнік до Дня незалежності Америки. На святкуванні зазвичай збираються від 200 до 500 українців. Проходить концерти, гуляння, виступи колективів.

## Освіта
1946 року Започатковано «Рідну школу» й недільну школу, де на початку навчалися 10 дітей. На сьогодні працює українська суботня школа, де вивчають українську мову, історію та культуру.